# Уотергейт (комплекс зданий)
«Уотергейт» (англ. Watergate) — архитектурный ансамбль в Вашингтоне, включающий отель, два административных здания и 3 жилых здания. Построен в 1962 году. Расположен между рекой Потомак и Вирджиния-авеню. Стал широко известен после скандала, который привёл 9 августа 1974 года к отставке американского президента Ричарда Никсона, единственной в истории США.

## Расположение
Комплекс «Уотергейт» находится в центре Вашингтона, на северо-западе от Белого дома и Капитолия. Он расположен на территории, ограниченной с северо-востока Вирджиния-авеню, с юго-востока — Нью-Гэмпшир-авеню, с юга — Ф-стрит. На западе проходит Рок-Крик-энд-Потомак парквей (по берегу реки Потомак). На противоположной стороне Нью-Гэмпшир-авеню располагаются Центр сценических искусств Кеннеди и посольство Саудовской Аравии. По другую сторону Вирджиния-авеню стоит здание отеля «Говард Джонсонс Мотор Лодж», из которого в 1972 году осуществлялась прослушивание деятельности Национального комитета Демократической партии, приведшее к политическому скандалу.

## История комплекса
Уотергейтский комплекс был разработан итальянской фирмой «Сосьета Дженерале Иммобилиаре», которая купила 10 акров (4 га) в начале 1960-х годов. Итальянский архитектор Луиджи Моретти разместил на выкупленной территории 6 зданий: отель, два административных здания и три жилых дома, а также коммерческий центр. Изначально территория позади мемориала Линкольну, выстроенная парадной лестницей в виде амфитеатра, предназначалась для официальных встреч делегаций, прибывающих в Вашингтон по реке. Отсюда комплекс, расположенный от мемориала всего в 1 км вверх по течению, и получил название «Уотергейт» («Водные ворота»).

## Отдельные здания
- Отель «Уотергейт», расположенный на Вирджиния-авеню (дом 2650), включает 250 гостевых комнат и 146 номеров-люкс. В настоящее время находится на капитальной реконструкции. Вопреки распространённому заблуждению он не имеет никакого отношения к Уотергейтскому скандалу[источник не указан 2712 дней].
- Два административных здания Уотергейтского комплекса находятся на Нью-Гэмпшир-авеню (дом 600) и на Вирджиния-авеню (дом 2600). Во время президентской кампании 1972 года в здании на Вирджиния-авеню располагалась штаб-квартира национального комитета Демократической партии. 28 мая 1972 года группа, работавшая на Республиканскую партию, поставила в штаб-квартире подслушивающую аппаратуру[источник не указан 2712 дней]. Прослушивание осуществлялось из соседнего отеля напротив по Вирджиния-авеню (дом 2601). Однако, 17 июня того же года при замене неисправных «жучков» члены группы были арестованы, что привело к политическому скандалу, получившему название «Уотергейтский».
- В трёх жилых зданиях «Уотергейт» в сумме имеется 600 квартир. В разное время здесь жили бывший сенатор и кандидат в президенты Боб Доул, Моника Левински, Бен Стайн, государственный секретарь США Кондолиза Райс и др.